# Reallast
Die Reallast (lat. onera realia, Plur.) ist nach deutschem Sachenrecht (§ 1105 BGB) das Recht einer bestimmten Person oder des jeweiligen Eigentümers eines bestimmten Grundstücks, aus einem Grundstück wiederkehrende Leistungen zu verlangen. In Österreich ist dieses Recht ebenfalls vorhanden.
Diese Leistungen müssen (anders als bei Grundschuld und Hypothek) nicht zwingend in der Zahlung von Geld bestehen. Auch andere Dienst- und Sachleistungen sind möglich. Die Reallast führt (anders als die Dienstbarkeiten) nicht zu einer unmittelbaren Nutzungsbefugnis des Berechtigten am Grundstück. Es ist vielmehr dem verpflichteten Eigentümer des belasteten Grundstücks überlassen, auf welche Weise er die zur Erfüllung der Reallast erforderlichen Leistungen erwirtschaftet. Der Berechtigte kann Befriedigung durch Zwangsvollstreckung in das Grundstück nach den Bestimmungen über Hypothekenzinsen im Wege einer Zwangsversteigerung oder Zwangsverwaltung suchen. Er hat aber gegen den Eigentümer während dessen Eigentums fällig gewordenen Leistungen auch einen persönlichen Anspruch.
Die Reallast entsteht durch Einigung zwischen Eigentümer und Berechtigtem sowie durch Eintragung in das Grundbuch. Sie kann durch Vereinbarung sowohl als übertragbares und vererbliches Recht als auch unübertragbar und unvererblich bestellt werden.
In der Praxis wird die Reallast häufig im Zusammenhang mit dem Altenteilsrecht eingesetzt. Der bisherige Eigentümer übergibt schon zu Lebzeiten das Grundstück an seinen Nachfolger, sichert seinen bislang aus dem Grundstück bestrittenen Bedarf aber durch Reallasten in Form z. B. von Wohnrecht, Sachleistungen, monatlicher Leibrente und Pflegeleistungen ab. 
Häufig werden bei Reallasten Wertsicherungsvereinbarungen getroffen, zum Beispiel eine Indexierung in Abhängigkeit vom Verbraucherpreisindex. Diese sind dann durch die Reallast mit abgedeckt und bedürfen keiner weiteren Sicherung.
Mittelalterliche Reallasten umfassen die folgenden: Fronden und Dienste, Grundzins (Wurtzins), Zehent, Geld- und Grundrenten (Gilden, Gelder, Weichbildrente im städt. Raum), Ewiggelder und kirchliches Zinsverbot (kanonisches Wucherverbot).